# 熱帶輻合帶

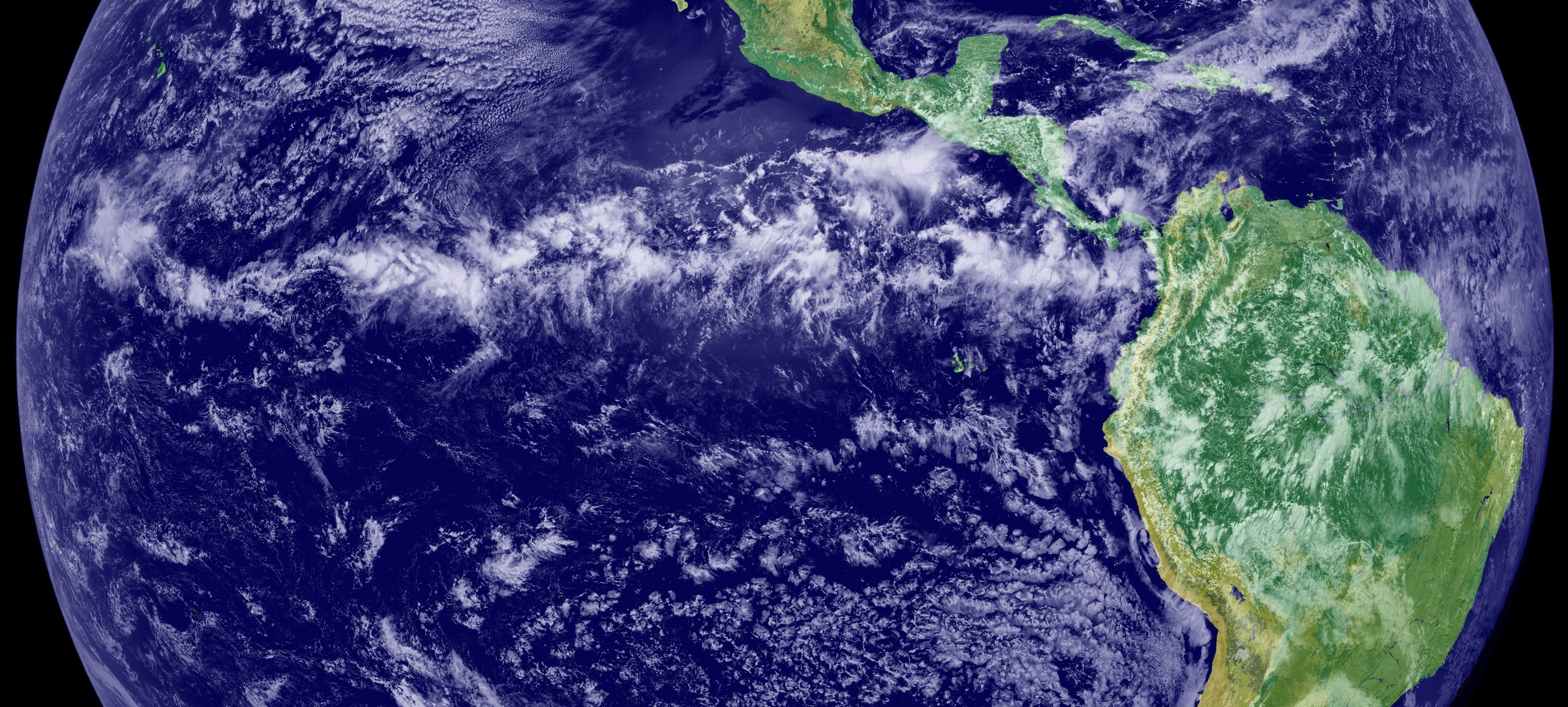
東太平洋上的間熱帶輻合區的熱帶風暴

熱帶輻合帶（又譯間熱帶輻合區，縮寫：ITCZ），又稱為赤道低壓帶（又譯赤道低氣壓帶、赤道無風帶）或赤道輻合帶，是活躍於赤道的低氣壓帶，南北半球副熱帶高壓帶間氣壓最低的風帶。其低氣壓的成因是太陽光一年兩次直射赤道，全年在回歸線之間移動，使赤道附近终年受热，蒸發旺盛，导致空气膨胀上升，大量的水氣逸散到大氣中，到高空向高纬度地区流动，导致近地气压降低而形成。因温度水平分布较均匀，水平气压梯度力很小，风力微弱。
又因上升气流强盛，水氣充足的緣故，此區域多对流雨，一年有超過200天降雨。
空氣上升至對流層後，分別向兩極移動，到了南北緯30度沉降，形成哈德里環流圈。

## 位置
熱帶輻合帶是兩道信風相遇的地方，它的位置會隨著時間更動。陸地上，它會根據太陽黃道的位置在赤道南北面移動；海面上，受到季節影響的情形不明顯，而主要是受到海洋溫度變動的影響。
有時會產生兩個熱帶輻合帶，一個在赤道以北，另一個在赤道以南，通常其中一個會較強烈。
若此情形發生時，兩個區域之間就會發展出一個冗長的高壓帶。

## 對天氣的影響
熱帶輻合帶裡蒸發旺盛，有大量降雨，在南北移動的狀況下，造成熱帶地區只有乾濕兩季的分別，不像高緯地區有寒暖季節的分別。如果熱帶輻合帶滯留某區過久，會造成當地水災、其他地區旱災的災害發生。使得降雨量不平均。
某些情況下，熱帶輻合帶會變得狹長，特別是在它遠離赤道時，此時ITCZ就像鋒面一樣。
在熱帶輻合帶內，風勢較信風帶和緩，有時會有無風的天氣，對於古代單靠風力航行的海上商隊來說相當不利。

## 熱帶氣旋的形成
熱帶氣旋的形成需在低緯度的條件下（這只是六個條件中的其一），且熱帶輻合帶的低壓會造成風速和風向的變動，形成水平風切變。在南北球夏季時，若熱帶輻合帶遠離赤道超過500公里，科里奧利力會增加熱帶氣旋形成的發生率。在北大西洋和東北太平洋地區，東風波會沿著熱帶輻合帶的邊界移動，導致雷暴的發生，在低垂直風切變的條件下，雷暴就會形成熱帶氣旋。

## 外部連結
- 非洲的熱帶輻合帶 （页面存档备份，存于）